# التهاب شبكية العين
التهاب الشبكية (بـالأنجليزية Retinitis) يتلازم عادة مع التهابات الجسم الزجاجي والأوعية الشبكية وأوعية المشيمية. هذا الاعتلال يؤدي عادة إلى تكاثر الخلايا في الجسم الزجاجي، وإذا ازداد هذا بدرجة خطيرة فسوف تتأثر الرؤية، وإذا تأثرت منطقة البقعة بالالتهاب فسيؤدي هذا إلى فقدان الرؤية المركزية.
التهاب الأوعية الدموية للشبكية (بـالأنجليزية Retinal vasculitis) هو مصطلح عام لوصف التهاب شبكية العين. هذا قد يكون نتيجة مرض ابتدائي في العين مثل التهاب الشبكية الصباغي والرمد التعاطفي(بالأنجليزية Sympathetic ophthalmia), كما أنه يمكن أن يكون ثانوي مصاحب لبعض الالتهابات العامة في أجهزة الجسم.

## أسباب التهاب الشبكية الثانوي

### العدوى الطفيلية
1 - داء المقوسات : (بـالأنجليزية Toxoplasmosis) العدوى في هذا المرض تكون بنوع من الطفيليات يسمى التكسوبلازما، وهو النوع المسبب لالتهاب الشبكية الأكثر شيوعا في الأشخاص الذين يعانون خلل في المناعة مثل مرضى نقص المناعة المكتسبة المعروف بـ الإيدز. العدوى قد تكون نتيجة تنشيط في بؤرة قديمة مصابة بالطفيل الذي تم اكتسابه من الأم قبل الولادة (وتظهر نتيجة خلل المناعة), أو تكون العدوى بعد الولادة. يتسبب المرض في مجموعة من الإصابات في الشبكية تكون نهايتها جميعا تندب الشبكية (بـالأنجليزية Retinal Scarring). تأثير المرض على حدة الإبصار يتوقف على مكان تندب الشبكية في قاع العين.
أعراض المرض غالبا تظهر في عمر ما بين 10 و35 سنة، مع وجود اختلافات في الأعراض في الأعمار المختلفة. في الأطفال تشمل الأعراض انخفاض حدة الإبصار، حول العين، وقاع العين الأبيض (بالأنجليزية Leucocoria). أما في الشباب والكبار فتشمل الأعراض انخفاض الرؤية, الذبابة الطائرة (أجسام عائمة في السائل الزجاجي), رهاب الضوء (بالأنجليزية Photophobia), والآلام. مرضى الإيدز عادة يعانون من آلام ملحوظة، مع امتداد الإصابة للجزء الأمامي من العين.
علاج الحالة يهدف إلى التقليل من مخاطر ضعف البصر الدائم عن طريق تقليل حجم ندبة الشبكية الناتجة من المرض، وكذلك منع تكرار الحالة الحادة للمرض والتي تؤدي إلى مضاعفات أخطر. أيضا لابد من متابعة الفئات المعرضة للمرض كهؤلاء الذين يعانون من نقص المناعة والحوامل. العلاج يشمل قطرات الاستيرويد (بالأنجليزية Corticosteroids) الموضعية (لا حقن), ومضادات التوكسوبلازما مثل سلفاديازين، كلينداميسين، وازيثروميسين . نتيجة العلاج تكون جيدة في الأشخاص ذوي المناعة الطبيعية، والمضاعفات تتوقف على مكان ندوب الشبكية.
2 - داء السهميات : (بـالأنجليزية Toxocariasis) يصيب هذا المرض الإنسان نتيجة الابتلاع العرضي لنوع من الديدان يصيب الكلاب والقطط يسمى توكسوكارا. يمكن أن يؤثر هذا الداء على الكبد والرئتين والعضلات والعين والدماغ. يصيب المرض العين في سن الطفولة والشباب عندما تهاجر اليرقات إلى الجزء الخلفي من العين، وعندما تموت اليرقات تسبب تفاعل التهابي في أغشية العين فينتج عنه أعراض ومضاعفات المرض.
الصورة العامة للمرض تظهر في ثلاثة أنواع : التهاب داخل العين، مزمن ومنتشر (بـالأنجليزية Endophthalmitis) وهو عادة يظهر بين عمر سنتين و9 سنوات. التهاب حبيبي (بـالأنجليزية Granuloma) في القطب الخلفي للعين، وهو عادة يظهر بين عمر 6 سنوات و14 سنة. التهاب حبيبي في أطراف الشبكية، وهو عادة يظهر من سن المراهقة إلى البلوغ. تطور الحالة المرضية قد يؤدي إلى التهاب القزحية, تليف الشبكية، وانفصال الشبكية الذي يؤدي إلى تدهور الرؤية بشكل كبير.
فحص المريض يبدأ باستطلاع التاريخ المرضي حيث يتبين أن الأطفال المصابين سبق لهم التعامل مع حيوانات كالكلاب والقطط مع إهمال النظافة العامة، ونظافة اليدين بوجه خاص. تظهر الأعراض في عين واحدة وتكون في صورة احمرار العين وانخفاض الرؤية وقاع عين أبيض (بـالأنجليزية Leucocoria), وأحيانا مع حول العين. الأعراض العامة في الجسم خارج العين عادة تحدث في الأطفال تحت سن الرابعة وتشمل الحمى والالتهاب الرئوي مع تشنج قصبي، وتضخم الكبد والطحال, والتهاب في عضلة القلب, ونادرا قد تحدث الوفاة.
العلاج يشمل مضادات للطفيليات, استيرويدات (بـالأنجليزية Corticosteroids), والجراحة أحيانا لمسح الجسم الزجاجي من الحطام أو لإصلاح الانفصال الشبكي المصاحب للحالة. نتيجة العلاج عادة تكون جيدة، ولكن هناك خطر من فقدان البصر في الحالات الشديدة.
3 - التهاب شبكي عصبي في إحدى العينين، منتشر ومتوسط الحدة :  (بـالأنجليزية Diffuse unilateral subacute neuroretinitis) هو مرض يحدث بشكل تدريجي، حيث يؤدي إلى تفاعل التهابي في الشبكية لمنتجات يرقات غير معلومة المصدر. يبدأ المرض في عين واحدة، ولكنه ليس دائما كذلك. هذا المرض أكثر شيوعا في الرجال عن النساء. تظهر الأعراض في الفترة العمرية من 20 إلى 30 سنة، يكون المرض معتدل الشدة في البداية ثم يصبح شديدا، وقد يؤدي إلى فقدان البصر.
تشمل الأعراض احمرار غير مريح بالعين، أجزاء من العتمة في مجال الابصار (بـالأنجليزية عتمة)، والذبابة الطائرة (بـالأنجليزية Musca volitans). بالإضافة لهذا يحدث تورم في القرص البصري (بـالأنجليزية Optic disc swelling)، والتهاب في الأوعية الدموية والسائل الزجاجي.
العلاج يشمل مضادات للطفيليات, وعلاج الشبكية بالليزر الضوئي. نتيجة العلاج تكون جيدة إذا تم تشخيص الحالة مبكرا.

### العدوى الفيروسية
1 - نخر الشبكية الحاد :  (بـالأنجليزية Acute retinal necrosis) هذه الحالة من التهاب الشبكية تنتج من الإصابة بفيروس الهربس البسيط 2 (بـالأنجليزية Herpes simplex) وذلك تحت عمر 15 سنة. أو الإصابة بفيروس هربس البسيط 1، أو الهربس زوستر (بـالأنجليزية Varicella zoster) في وقت لاحق من العمر. 
بداية الأعراض قد تكون هادئة وتشمل تدهور غير مؤلم في حدة الإبصار، أو قد تكون هذه البداية حادة وتشمل انخفاض مؤلم وسريع في حدة الإبصار. هذا المرض ينتشر بنسبة أكبر بين الرجال، ونسبة الرجال إلى النساء = 1:2. المرض عادة يتطور من إصابة عين واحدة إلى إصابة العينين معا في حوالي ثلث الحالات، وذلك في غضون ثلاثة أشهر، ولكن قد يستغرق هذا التطور عدة سنوات.
يبدأ العلاج بـعقار مضاد الفيروسات الذي يُعطى في الوريد، يليه الاستيرويدات (بـالأنجليزية Corticosteroids) وأسبرين. وقد تكون المعالجة بالليزر والجراحة ضرورية أيضا. نتيجة العلاج في الحالات الحادة تبدو جيدة في خلال 12 أسبوع، ولكن الحالة تُخلف وراءها ندوب في الشبكية، ومدى تأثر البصر يتوقف على مكان هذه الندوب على الشبكية. قد تحدث أيضا مضاعفات أخرى مثل انفصال الشبكية (بـالأنجليزية Retinal detachment).
2 - الفيروس المضخم للخلايا : (بالأنجليزية Cytomegalovirus retinitis) غالبا تكون إصابة الشبكية بهذا الفيروس في سياق أمراض نقص المناعة كما في حالات الإيدز، وأيضا في حالات التشوه الخلوي كما في الأورام. 

قد تبدأ الحالة بلا أعراض ظاهرة، وقد تبدأ بفقدان البصر، أو عتامات في مجال البصر. وعند فحص قاع العين للمريض يكون هناك تنخر في كامل سمك الشبكية يظهر في صورة بقع بيضاء، مع نزيف شبكي يظهر في صورة بقع مشعة في اتجاه أطراف الشبكية.
العلاج يشمل عقار مضاد الفيروسات عن طريق الفم أو الحقن في العين، أو الزرع. وبعد السيطرة على المرض، قد يحدث تنشيط له لاحقا، وأيضا إصابة العينين واردة.

### العدوى الفطرية
الفطريات التي قد تصيب الشبكية تشمل الهستوبلازما المتحوصلة (بالأنجليزية Histoplasma capsulatum) وهي تسبب الاعتلال النضحي للبقعة (بـالأنجليزية Exudative maculopathy). الفطر الثاني الذي يؤثر على الشبكية هو فطر الكنديدا البيضاء (بالأنجليزية Candida albicans) الذي تحدث الإصابة به عادة عند مرضى الإيدز ومدمني المخدرات عن طريق الحقن، والمرضى الذين يستعملون قثطرة لمدة طويلة، وهو يؤدي إلى التهاب الشبكية متعدد البؤر (بـالأنجليزية Multifocal retinitis)، وأيضا يسبب التهاب المشيمية(بالأنجليزية إلتهاب المشيمية في العين), واعتلال السائل الزجاجي في صورة رواسب تشبه كرات القطن تسبح فيه.
لا أعراض مع الهستوبلازما ما لم تؤثر على البقعة (بالأنجليزية Macula). أما الكانديدا فتؤدي إلى عدم وضوح الرؤية التدريجي في عين واحدة.
الهستوبلازما تُعَالج بالليزر الضوئي فقط في حالة نشؤ أوعية دموية جديدة على سطح البقعة (بالأنجليزية Macular neovasculrisation). والكانديدا تُعَالج بمضادات الفطريات، بالتزامن مع أو بدون التدخل الجراحي لاستئصال السائل الزجاجي. نتيجة العلاج تعتمد على سرعة التشخيص وموقع الإصابة. إصابة البقعة أو العصب البصري تؤدي إلي نتيجة سيئة، وكذلك تكون النتيجة سيئة في حالة حدوث مضاعفات مثل الانفصال الشبكي ونخر الشبكية.

### العدوى البكتيرية
1 - السل : التهاب الشبكية المصاحب لمرض السل نادر في البلدان المتقدمة، ويتم علاجه بمضادات التدرن.
2 - الجذام : مرض الجذام نادر ما يؤثر على الشبكية فهو يميل إلى إصابة القطاع الأمامي من العين مما يؤدي إلى التهاب القزحية, والتهاب القرنية والصلبة.
3 - الزهري : إصابة العين في سياق مرض الزهري غير شائعة، وتحدث الإصابة للعين خلال المرحلتين الثانية والثالثة من الزهري. يؤثر المرض على أجزاء مختلفة من العين مثل العنبية، المشيمية, الشبكية، ورأس العصب البصري. التهاب الشبكية المصاحب للزهري يؤدي إلى تورم في القرص البصري (بـ الأنجليزية Optic disc edema)، ونزف شبكي، وفي نهاية المطاف إلى ضمور العصب البصري. علاج هذا المرض يتم عن طريق جرعة عالية من البنسلين, أو التتراسيكلين في حالة حساسية المريض للبنسلين.

### اضطرابات التهابية أخرى في الشبكية
1 - متلازمة فوكت كوياناجي هارادا :  (بـالأنجليزية Vogt-Koyanagi-Harada syndrome) هي متلازمة مرضية تصيب عدد من أعضاء الجسم، وهي غير معلومة السبب. التغيرات الجلدية والتهاب العنبية الأمامي تسود في نوع من المرض، بينما تسود التغيرات العصبية والتهاب الشبكية وانفصالها النوع الآخر من المرض.
2 - التهاب الشبكية المصاحب لمرض ساركويد : (بـالأنجليزية Sarcoidosis) ساركويد هو مرض حبيبي، مجهول السبب، يصيب عدة أجهزة بالجسم. تأثير المرض على العين يكون غالبا في صورة التهاب عنبية أمامي أو متوسط أو خلفي. قد يؤدي المرض إلى التهاب حبيبي بالشبكية، ولكن هذا غير شائع منفردا بل يحدث في سياق الالتهاب العنبي.
3 - مرض بهجت :  (بـالأنجليزية Behçet's disease
) هذا مرض مجهول السبب يتميز بنوبات متكررة ومزمنة من الالتهاب الذي يؤثر على عدد من أعضاء الجسم. بالإضافة لالتهاب الجزء الأمامي والخلفي من العنبية، قد تصل المضاعفات إلى حدوث المياه الزرقاء وإعتام عدسة العين.

## أسباب التهاب الشبكية الابتدائي

### التهاب الشبكية الصباغي

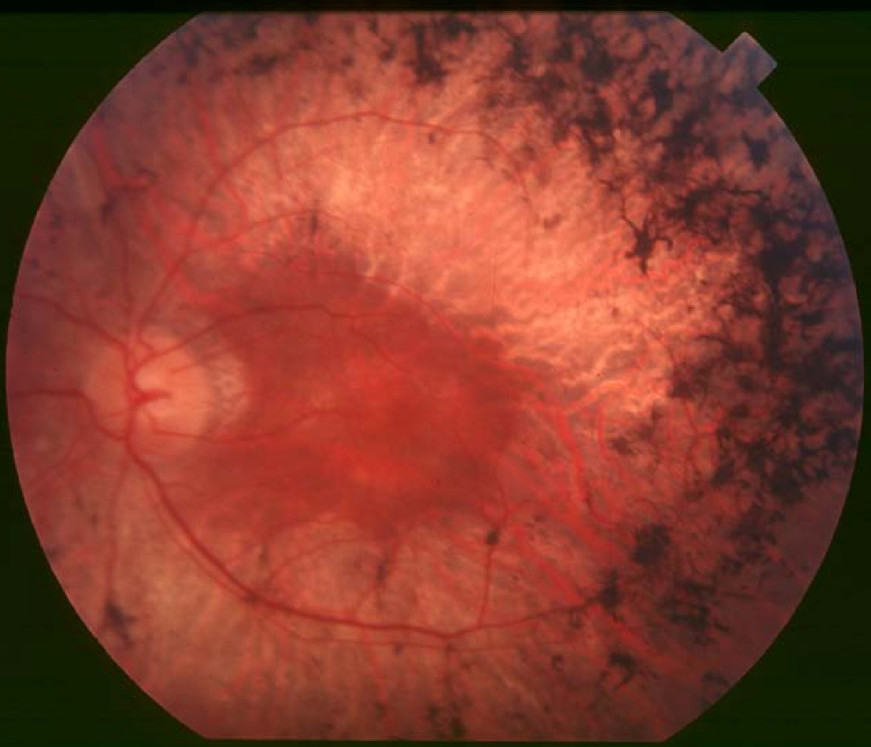
صورة تبين ضمور الشبكية, وضعف الأوعية الدموية، وتثاقل وتكتل الصباغ في حالة التهاب الشبكية الصباغي.

التهاب الشبكية الصباغي (بـالأنجليزية Retinitis pigmentosa) مرض يصيب الشبكية والمشيمية، وهو وراثي في كثير من الأحيان. يتميز هذا المرض بالفقدان التدريجي لاستجابة الشبكية كما يسجلها مخطط كهربية الشبكية (بـالأنجليزية Electroretingraph). يتميز أيضا بضمور الشبكية، ضعف الأوعية الدموية، وتثاقل وتكتل الصباغ، مع تقلص في مجال الرؤية (بـالأنجليزية field of vision). صفة التناقل الوراثي للمرض هي السائدة أو المتنحية، أو المرتبطة بكروموزوم أكس. وأحيانا يترافق المرض مع عيوب وراثية أخرى. أعراض المرض قد تظهر عند عمر السنتين أو ثلاث سنوات أو قد يتبع مسار بطيء على مدى سنين. وفي كل الأحوال لا يوجد علاج ناجح للمرض حتى الآن.

### الرمد التعاطفي
الرمد التعاطفي (بـالأنجليزية Sympathetic ophthalmia) هو مرض يؤثر على العينين ويحدث بعد مدة زمنية (قد تكون طويلة) تعقب اختراق إحدى العينين بإصابة أو جراحة. 
أعراض المرض تشمل تدهور الرؤية واحمرار مؤلم في العينين، رهاب الضوء, وتاريخ مرضي لاختراق العين بصدمة أو جراحة.

## وصلات خارجية
- Uveitissociety - Sympathetic ophthalmia
- Emedicine - medscape - Toxoplasmosis
- American Association for Pediatric Ophthalmology and Strabismus - Leucocoria
- Emedicine - medscape - Toxocariasis
- Emedicine - medscape - Optic disc swelling
- Emedicine - medscape - Acute retinal necrosis
- MedlinePlus - Herpes simplex
- Medicinenet - Retinal detachment
- Emedicine - medscape - Cytomegalovirus retinitis
- Emedicine - medscape - Histoplasma capsulatum
- Emedicine - medscape - Vogt-Koyanagi-Harada syndrome
- Emedicine - medscape - Sarcoidosis
- Medicinenet - Behcets syndrome
- Emedicine - medscape - Retinitis pigmentosa